# Megán
A Megán női név az angol nyelvterületen elterjedt, walesi eredetű Megan (Meghan, Meagen, Meagan, Meaghan stb.) magyar alakja. A Margaret becézéséből ered. Név jelentése: gyöngy.

## Rokon nevek
- Margit, Margaréta

## Névnapok
- augusztus 20.

## Híres Megánok
- „Megan” utónevű személyek szócikkeinek listája a Wikidata alapján
- „Meghan” utónevű személyek szócikkeinek listája a Wikidata alapján